# Daqīqī

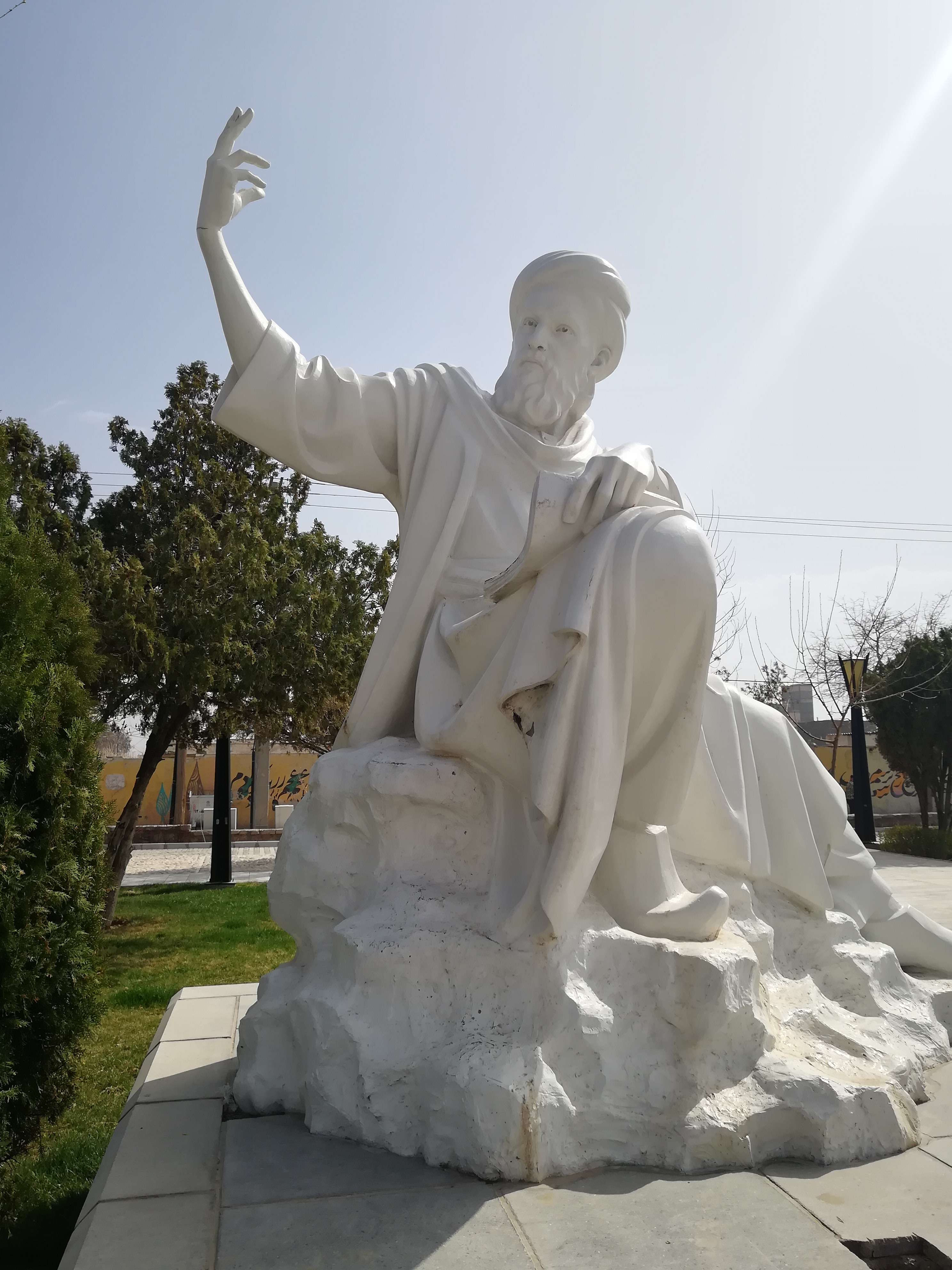
Statue von Daqīqī in Tūs

Abū Mansūr Muhammad ibn Ahmad Daqīqī (persisch ابو منصور محمد بن احمد دقيقى, DMG Abū Manṣūr Muḥammad bin Aḥmad-i Daqīqī; geboren zwischen 930 und 940; gestorben zwischen 976 und 980) war einer der ersten neupersischen Dichter. Die Städte Balch, Tūs, Samarkand und Buchara kommen als Geburtsorte in Frage. Von ihm stammt der erste nennenswerte Versuch, die persische Geschichte in ein Epos zu fassen.
Daqīqī (auch Dakiki geschrieben), der aufgrund von Hinweisen in seiner Poesie vielfach für einen Zoroastrier gehalten wurde, begann seine Laufbahn mindestens 20-jährig als Panegyriker bei den Fürsten von Tschaghaniyan und setzte sie bei den Samanidenfürsten Mansūr ibn Nūh (961–976) und Nūh ibn Mansūr (976–997) fort. Er wurde von einem Sklaven ermordet. Da sein Nachfolger Firdausi die erste Version des von Daqīqī begonnenen „Königsbuches“ (Schāhnāme) 980 fertigstellte und ihn auch in der Einleitung zu seinem Werk ehrt, liegt das Todesdatum Daqīqīs vermutlich nahe dem Jahre 976. Neben den etwa 1000 Zeilen Daqīqīs im Schāhnāme sind eine Reihe seiner Gedichte, auch fragmentarisch, in Anthologien überliefert. Daqīqī erfreut sich im persischen Sprachraum ungebrochener Beliebtheit.